# 静岡県道120号手石湊線
静岡県道120号手石湊線（しずおかけんどう120ごう ていしみなとせん）は静岡県賀茂郡南伊豆町を通る一般県道である。

## 概要

### 路線データ
- 起点：賀茂郡南伊豆町湊（静岡県道16号下田石廊松崎線起点)
- 終点：賀茂郡南伊豆町湊

## 地理
- 終点付近に弓ヶ浜海水浴場が広がる。
- 手石という住所も存在するが、起点から終点まで住所は湊である。

### 接続路線
- 静岡県道16号下田石廊松崎線

### 通過する自治体
- 静岡県
  - 賀茂郡南伊豆町